# Себастијан (Флорида)
Себастијан (енгл. Sebastian) град је у америчкој савезној држави Флорида. По попису становништва из 2010. у њему је живело 21.929 становника.

## Демографија
Према попису становништва из 2010. у граду је живело 21.929 становника, што је 5.748 (35,5%) становника више него 2000. године.
| Група             | 2000.          | 2010.          |
| Белци             | 14.748 (91,1%) | 18.695 (85,3%) |
| Афроамериканци    | 515 (3,2%)     | 1.155 (5,3%)   |
| Азијати           | 120 (0,7%)     | 252 (1,1%)     |
| Хиспаноамериканци | 625 (3,9%)     | 1.525 (7,0%)   |
| Укупно            | 16.181         | 21.929         |